# 玄鴻柱
玄鴻柱（韓語：현홍주，1940年8月19日—2017年5月26日），大韓民國國會議員、外交官、政治人物、法律工作者。所屬政黨是民主正義黨。

## 生平
1978年2月，從大韓民國法務部檢察局以及漢城地檢（現首爾地檢）檢察官晉升為法務省檢察局以及漢城高等檢察廳檢察官。1979年的朴正煕暗殺事件當時，他正擔任中央情報部對北政策局長。自1982年起的5年間，擔任國家安全企畫部次長。1987年到1991年為止，擔任法制處處長，而1991年到1993年之間擔任駐美大使。
後以金・張法律事務所的顧問律師身分活動。